# Andělská Hora
Andělská Hora (deutsch Engelhaus, früher auch Engelsberg, Engelstad, Engelstadt, Engelspurk; tschechisch historisch Angelska Hora) ist eine Gemeinde in Tschechien. Sie liegt sechs Kilometer südöstlich von Karlovy Vary und gehört zum Okres Karlovy Vary.

## Geographische Lage
Die Ortschaft  liegt im westlichen Böhmen  am Übergang von Kaiserwald, Duppauer Gebirge und Tepler Hochland am Fuße des gleichnamigen Phonolithfelsens Andělská hora (717 m). Westlich verläuft die Staatsstraße 6 / E 48, dahinter liegt der Flughafen Karlsbad. Im Osten grenzt die Gemeinde an den Truppenübungsplatz Hradiště
Nachbarorte sind Sedlečko und Šemnice  (Schömitz) im Norden, Beraní Dvůr und Lučiny im Nordosten, Činov (Schönau) im Osten, Žalmanov im Südosten, Peklo und Nová Víska im Süden, Pila (Schneidmühl), Telenec und Kolová  (Kohlhau) im Südwesten, Olšová Vrata (Espenthor) im Westen sowie Hůrky im Nordwesten.

## Geschichte
Auf einem zur Ortschaft gehörenden Hügel befindet sich die Ruine des um Wende vom 14. zum 15. Jahrhundert von den Herren von Riesenburg errichteten Engelsburg. Ihre erste schriftliche Erwähnung stammt aus dem Jahr 1402, als sie im Besitz des Borso von Riesenburg war. 1406 gelangte sie an Ulrich Zajíc von Hasenburg, nach dessen Tod spätestens 1414 an die königliche Kammer. Seit Mitte des 15. Jahrhunderts konnten sich die Vögte von Plauen als Besitzer behaupten. Das zum Marktflecken erhobene Engelhaus dürfte im 15. Jahrhundert unter der Herrschaft des Burggrafen Heinrich III. von Plauen entstanden sein. 1487 wurde der in Diensten der Stadt Eger stehende Baumeister Erhart Bauer mit der Errichtung einer neuen Pfarrkirche unterhalb der Burg beauftragt. Das Gotteshaus wurde 1490 geweiht. 1532 vereinigte Burggraf Heinrich IV. von Plauen nach seinem Umzug die beiden Herrschaften zur Herrschaft Engelsburg-Neuhartenstein, wie aus einem Zins- und Einkommensregister von 1537/38 hervorgeht. 1567 war der Inhaber Niklas Lobkowitz von Hassenstein, der wenig später die Engelsburg an seinen Schwager Dietrich von Vitzthum verkaufte. Dessen Erben traten das Gut 1570 für 32.500 Schock an den Tiroler Edelmann Caspar Colonna Freiherr von Fels ab, der sich mit Anna Gräfin von Schlick vermählte und bereits wenige Jahre darauf starb. Nach dem Tode seiner Witwe 1594 wurde das Erbe unter ihren Söhnen aufgeteilt. Leonhard Colonna von Fels erhielt Engelhaus und verlegte den Hauptort der Herrschaft nach Gießhübel.
1608 starben bei einer Pestepidemie 73 Menschen. Nach der Schlacht am Weißen Berg wurden die Familiengüter den Colonnas entzogen und die Familie aus Böhmen vertrieben. Das konfiszierte Gut erwarb der österreichische Diplomat Hermann Graf Czernin von Chudenitz. Im Dreißigjährigen Krieg wurde Engelhaus 1635 von den Schweden eingenommen, geplündert und die Burg zerstört. Danach war sie nicht mehr regelmäßig bewohnt. 1641 brannte die Pfarrkirche. Von 1696 bis 1712 ließ der damalige Grundherr Graf Hermann Jakob Czernin von Chudenitz die heutige Barockkapelle der Heiligen Dreifaltigkeit erbauen. 1831 berichtete man von 80 Handwerkern, die im Ort wohnten, sowie drei Musikern, die zur Unterhaltung der Gäste in Karlsbad spielten. 1847 zählte Engelhaus 136 Häuser mit 830 Einwohnern, davon vier protestantische Familien. Bei einem verheerenden Großbrand in den 1880er Jahren wurde Engelhaus mitsamt der Pfarrkirche zerstört. Nach der Aufhebung der Patrimonialherrschaften 1848/49 wurde Engelhaus Teil des neu entstandenen Gerichtsbezirkes Karlsbad. Die modernen, politischen Bezirke der Habsburgermonarchie wurden 1868 im Zuge der Trennung der politischen von der judikativen Verwaltung geschaffen.
Nach dem Ersten Weltkrieg wurde das Sudetenland im Vertrag von Saint-Germain vom 10. September 1919 der am 28. Oktober 1918 neu gegründeten Tschechoslowakei zugeschlagen. Nach dem Münchner Abkommen gehörte Engelhaus bis 1945 zum Landkreis Karlsbad im Reichsgau Sudetenland, Regierungsbezirk Eger des Deutschen Reiches. Nach der Vertreibung der deutschsprachigen Bevölkerung nach 1945 wird der Ort heute von 191 Einwohnern bewohnt. Diese sind meist in der Landwirtschaft tätig. Seit 1957 gehörte der Ort zu Karlsbad, seit 1989 ist Andělská Hora wieder ein eigenständiger Ort. Aktuell gibt es eine rege Bautätigkeit, viele Karlsbader und auch Russen bauen sich ihr Haus auf dem Land.

### Wappen
Die Gemeinde führt ein Wappen mit dem schwarzen Andreaskreuz und dem vogtländischen Löwen, die an die Herrschaft der Vögte erinnern.

### Bevölkerungsentwicklung
| Jahr      | 1869 | 1880 | 1890 | 1900 | 1910 | 1921 | 1930 | 1939 | 1950 | 1961 | 1970 | 1980 | 1991 | 2001 | 2011 | 2021 |
| --------- | ---- | ---- | ---- | ---- | ---- | ---- | ---- | ---- | ---- | ---- | ---- | ---- | ---- | ---- | ---- | ---- |
| Einwohner | 1002 | 935  | 974  | 953  | 901  | 777  | 792  | 732  | 221  | 287  | 229  | 215  | 165  | 191  | 294  | 390  |

## Sehenswürdigkeiten

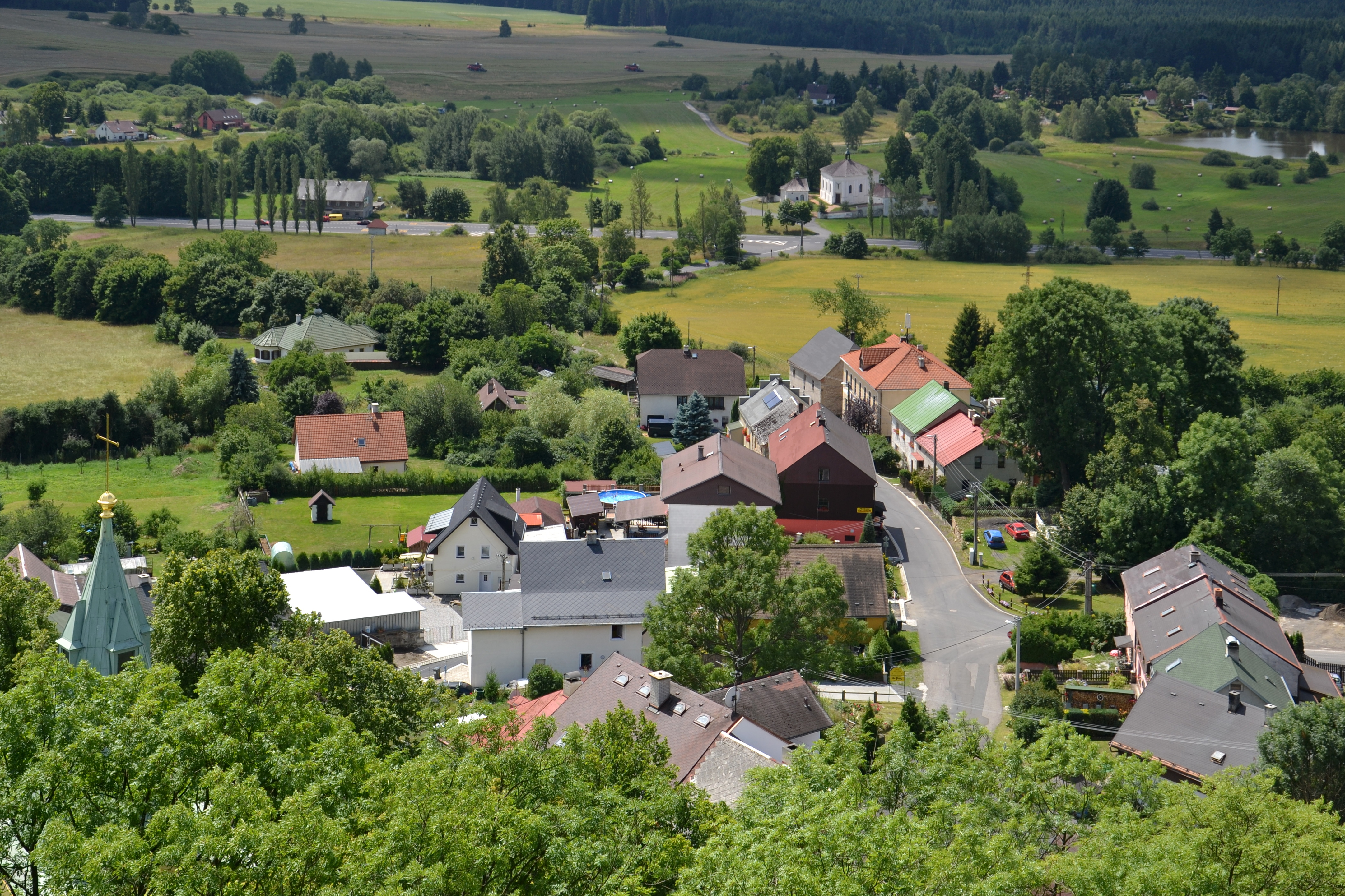
Andělská Hora

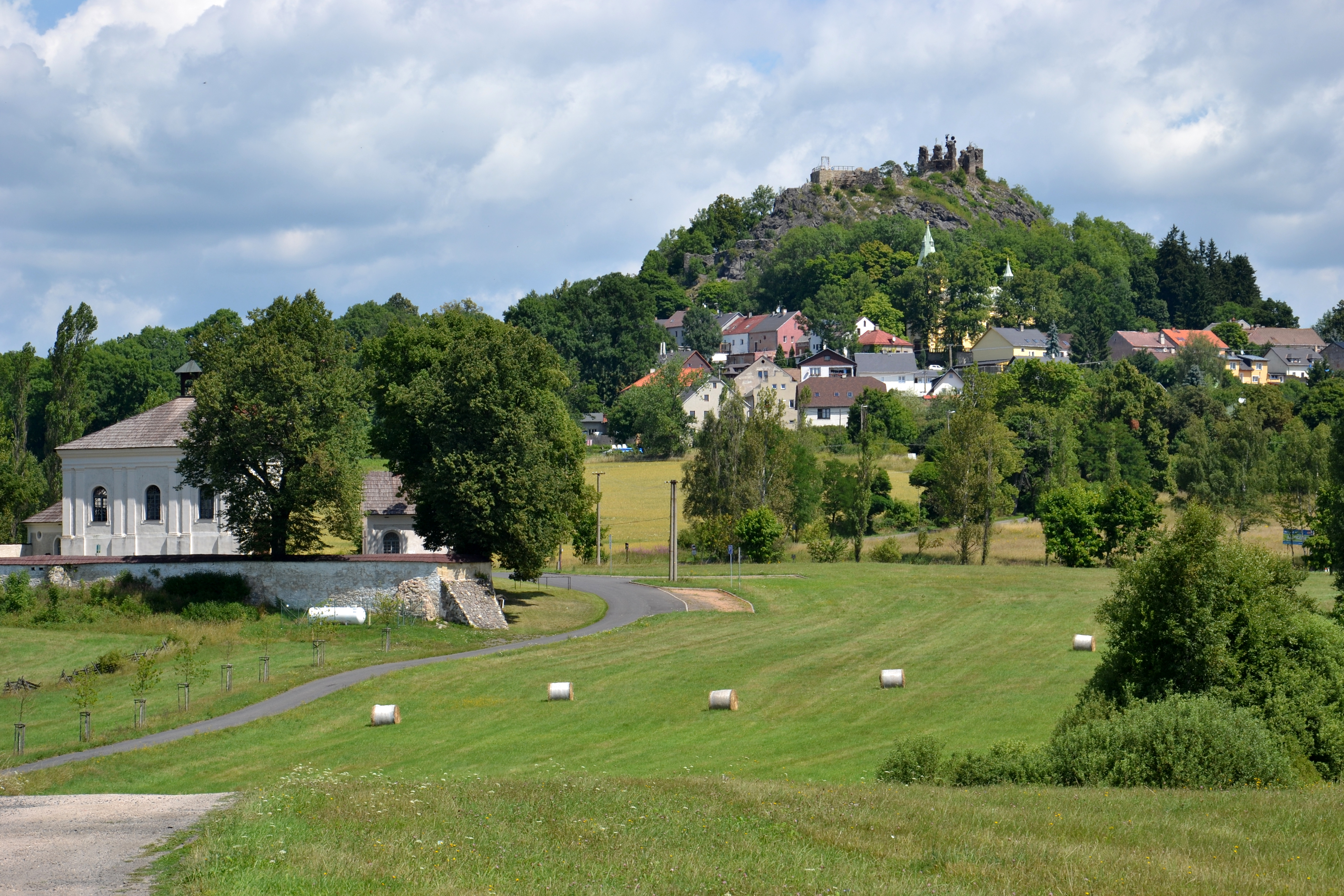
Panorama

- Ruinen der gotischen Burg Andělská Hora.
- Kapelle der Heiligen Dreieinigkeit, 1696–1712 von Giovanni Battista Alliprandi erbaut.
- Kirche des Heiligen Erzengels Michael,
- Gebäude des ehemaligen Rathauses.

## Besonderheiten
Am Marktplatz befindet sich der sogenannte Schillerbaum, zur Erinnerung an die Besuche des deutschen Dichters Friedrich Schiller. Auch Johann Wolfgang von Goethe besuchte den Ort nachweislich sechsmal während seiner Aufenthalte in Karlsbad.

## Söhne des Ortes
- Heinrich V. von Plauen (1533–1568), Burggraf von Meißen
- Franz Leonhard Herget (1741–1800), böhmischer Ingenieur, Mathematiker und Pädagoge
- Johann Joseph Georg Gayer (1746–1819), Musiker und Komponist[10]
- Oswald Haberzettl (1892–1981), Zahnarzt und Politiker
- Paul Huml (1915–1988), Kunstmaler